# Cybercity
Cybercity var en dansk internetudbyder. Virksomheden blev stiftet af Klaus Riskær Pedersens familiefond i 1995 og blev Danmarks næststørste internetudbyder.
Cybercity var ejet af Klaus Riskjær Pedersens "familiefond", der i 2000 solgte virksomheden til kapitalfonden for omkring en halv milliard kroner. Advent solgte i maj 2005 Cybercity til det norske teleselskab Telenor. Cybercity havde i november 2007 200.000 DSL-kunder og 30.000 IP-telefonikunder og 400 ansatte. Efter Telenors overtagelse blev navnet Cybercity udfaset. 